# Vzmet
Vzmét je prožno telo, ki lahko shrani mehansko energijo. Pod vplivom zunanje obremenitve vzmet sprejme delo, po razbremenitvi pa ga vrne v obliki potencialne energije. Vzmeti so navadno izdelane iz jekla ali medenine.

## Vrste vzmeti
Najpogostejše vrste vzmeti glede na obliko in obremenitev so:
- vijačna vzmet — valjasta vzmet, kot jo najdemo v avtomobilih ali kemičnih svinčnikih
  - tlačna vzmet — vzmet, obremenjena na tlak
  - natezna vzmet — vzmet, obremenjena na nateg
  - vzvojna ali torzijska vzmet — vzmet, obremenjena na vzvoj (torzijo)
- polžasta ali spiralna vzmet — vzmet, ki poganja nemirko v ročni uri
- listnata vzmet — najdemo jo na kočijah in starejših cestnih vozilih
- sučna vzmet — vzmet, namenjena sukanju namesto stiskanju ali raztegovanju; v resnici je tudi vijačna vzmet vrsta sučne vzmeti, saj se žica v vijačni vzmeti ob stiskanju ali raztezanju vzmeti vzvojno deformira
- plinska vzmet — vzmet, zgrajena kot zračni cilinder napolnjena velikokrat s plinom, npr. dušikom
- palična vzmet — vzmet v obliki palice, lamele, konzole
- membranska vzmet — stožčasto oblikovan obroč